# Efecto YORP
El efecto YORP (de las iniciales de Yarkovsky — O'Keefe — Radzievskii — Paddack), es una variación de segundo-orden del Efecto Yarkovsky que causa que un cuerpo pequeño (como un asteroide) cambie su estado rotacional debido a la dispersión de la radiación solar en su superficie y de la emisión de su propia radiación térmica. El término lo introdujo el Dr. David P. Rubincam en el año 2000.

## Historia
En el siglo XIX, Ivan Osipovich Yarkovsky (1844–1902) observó que la radiación infrarroja que escapa de un cuerpo calentado por el sol acumula una cierta cantidad de movimiento. Radzievskii aplicó la idea de fotón a la rotación, basándose en variaciones del albedo; Paddack y O'Keefe descubrieron que la forma del cuerpo influye en muy alto grado en la velocidad de rotación del mismo. 
Paddack y Rhee sugieren que el efecto YORP podría ser la causa de la apertura en las órbitas de ciertos asteroides, así como de la eliminación eventual de pequeñas partículas asimétricas dentro del sistema solar.
En el año 2007, el efecto YORP fue confirmado por medio de la observación directa, para los pequeños asteroides (54509) YORP (hasta entonces llamado 2000 PH5) y (1862) Apollo. La velocidad de rotación de (54509) YORP se duplicará en un período de 600.000 años, y se cree que el efecto YORP podría alterar la oblicuidad de la eclíptica y el movimiento de precesión del asteroide.
Las observaciones muestran que los asteroides de más de 125 km de diámetro, tienen periodos de rotación que siguen una distribución estadística de Maxwell-Boltzmann, mientras que los asteroides más pequeños (de 50 a 125 km de tamaño) presentan un pequeño exceso de rotaciones rápidas. Los asteroides aún más pequeños (de tamaño menor que 50 km) muestran un exceso claro de periodos rotatorios muy rápidos y lentos. Estos resultados sugieren que uno o más mecanismos dependientes del tamaño están despoblando el centro de la distribución de periodos de giro en beneficio de los extremos. El efecto de Yorp es el candidato más probable. Sin embargo, por sí mismo no es capaz de modificar significativamente el giro de asteroides grandes, por lo que debe buscarse una explicación diferente para los asteroides grandes como (253) Matilde.

## Consecuencias del efecto YORP
A pesar de que se trata de una fuerza débil e inconmensurable, su efecto a lo largo de millones de años está lejos de ser insignificante. Los astrónomos piensan que el efecto YORP podría ser responsable de hacer rotar a los asteroides a velocidades capaces de destruirlos, y quizás permitir así la formación de asteroides dobles. Otros pueden ser frenados hasta lograr que tarden varios días en completar un giro en torno a su eje. 
El tamaño así como la forma afecta la cantidad del efecto. Los objetos más pequeños cambiarán su giro mucho más rápidamente. Así el asteroide (951) Gaspra, con un radio de 6 km y un semieje mayor de 2,21 UA, tardaría 240 millones de años en cambiar su período de rotación de 12 a 6 h y viceversa. Si Gaspra fuera más pequeño en un factor de 10 (con un radio de 500 m) su giro lo partiría en dos en sólo unos millones de años. El efecto de Yorp se intensifica cuando los objetos están más cerca del Sol. A 1 UA, Gaspra habría doblado o partido por dos su proporción del giro en sólo 100 000 años. Éste es un mecanismo común para que se puedan formar los asteroides binarios, y puede ser más corriente que el mecanismo de las colisiones.
Este efecto también juega un papel importante en el intercambio de asteroides entre Marte y Júpiter, incluyendo la producción de órbitas que cruzan los planetas, tales como las de los asteroides cercanos a la Tierra (NEOs).

## Otras lecturas
- Statler, Thomas S. (5 de marzo de 2009). «Extreme Sensitivity of the YORP Effect to Small-Scale Topography». arXiv:0903.1119.
- Vokrouhlicky, David; Bottke, William F.. «Yarkovsky and YORP effects». Scholarpedia 7 (5): 10599. doi:10.4249/scholarpedia.10599.